# Merpins
Merpins är en kommun i departementet Charente i regionen Nouvelle-Aquitaine i västra Frankrike. Kommunen ligger  i kantonen Cognac-Sud som ligger i arrondissementet Cognac. År 2022 hade Merpins 1 082 invånare.

## Befolkningsutveckling
Antalet invånare i kommunen Merpins
Referens:INSEE